# 阿巴斯 (朗德省)
阿巴斯（法語：Habas，法語發音：[abas]）是法国朗德省的一个市镇，属于达克斯区。

## 地名
该地名“Habas”发音为[abas]，末尾字母“s”发音，《世界地名翻译大辞典》与《世界地名译名词典》将其误译作“阿巴”。

## 地理
阿巴斯（43°34'18"N, 0°55'46"W）面积18.75 平方千米，位于法国新阿基坦大区朗德省，该省份为法国西南部沿海省份，是法國本土面积第二大的省，北起吉倫特省，西临大西洋，南至大西洋比利牛斯省，东临热尔省，东北与洛特-加龍省接壤。
与阿巴斯接壤的市镇（或旧市镇、城区）包括：埃斯蒂博、拉巴蒂、米松、穆斯卡尔代斯、奥萨日、拉翁唐、皮约。
阿巴斯的时区为UTC+01:00、UTC+02:00（夏令时）。

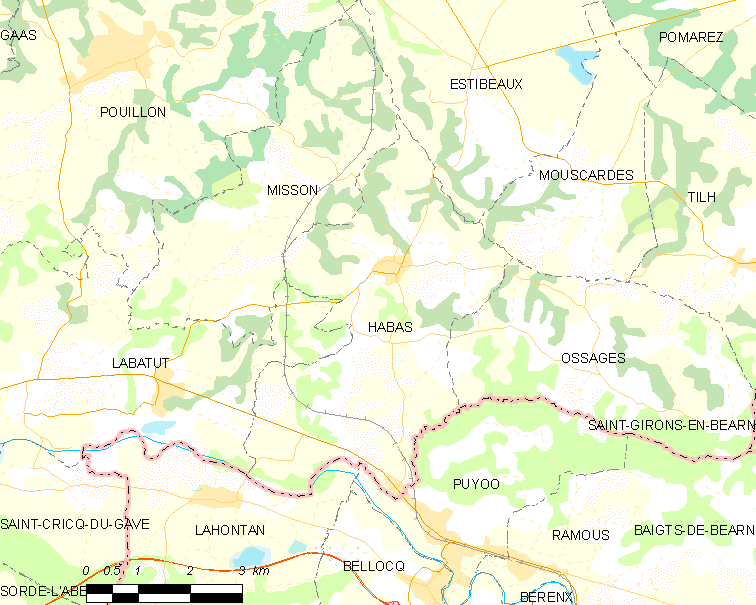
阿巴斯的OSM定位图

## 行政
阿巴斯的邮政编码为40290，INSEE市镇编码为40118。

## 政治
阿巴斯所属的省级选区为奥尔特-阿里冈县。

## 人口

1962-2008年间阿巴斯人口变化图示

阿巴斯于2022年1月1日时的人口数量为1464人。